# Надорожна
Надоро́жна — село Тлумацької міської громади Івано-Франківського району Івано-Франківської області.
У 2010 р. село відсвяткувало 590 років
Відповідно до Розпорядження Кабінету Міністрів України від 12 червня 2020 року № 714-р «Про визначення адміністративних центрів та затвердження територій територіальних громад Івано-Франківської області» увійшло до складу Тлумацької міської громади.
У селі народився і похований Фігурний Андрій "Лем" (10 червня 1979 — 24 листопада 2015) — загиблий у бою з російською диверсійною групою доброволець 93-ї бригади.

## Історія заснування
За легендою село заснував подорожуючий. Чоловік зупинився на окраїні стежки, де згодом виникло поселення - Дорожне. З часом на тому місці поселилося багато людей, а поселення перейменували на Надорожну, бо на дорозі.
Курган Надорожна І невизначеної приналежності знаходиться в лісі в  урочищі Могила,
Перша письмова згадка датується 1492 роком. Звідси ми дізнаємося про дату заснування 1420 рік.
Також, можемо дізнатися про те, що громада Надорожної 7 вересня 1649 р. брала участь у розгромі Палагицького замку У XIX - поч. XX століття через село проходила залізниця, але під час Другої світової війни залізницю було зруйновано.

## Населення

### Мова
Розподіл населення за рідною мовою за даними перепису 2001 року:

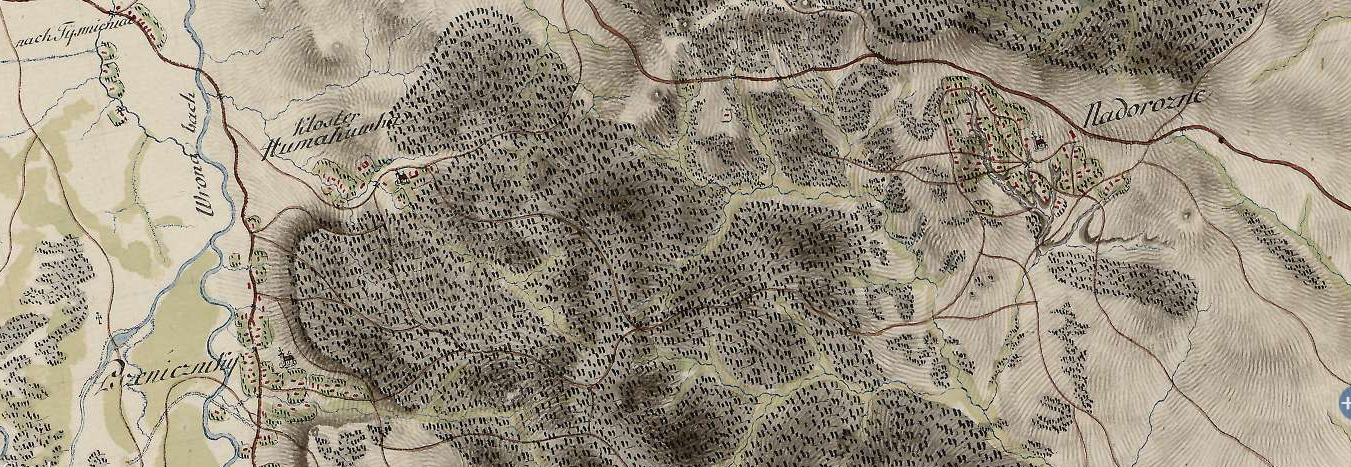
Надорожна у 2 половині XVIII століття

| Мова       | Кількість | Відсоток |
| ---------- | --------- | -------- |
| українська | 1019      | 99.61%   |
| російська  | 2         | 0.20%    |
| румунська  | 2         | 0.19%    |
| Усього     | 483       | 100%     |

## Географія
Знаходиться населений пункт за 4 км від центру громади та за 29 км від обласного центру - Івано-Франківськ. Із трьох сторін село оточує ліс, що забезпечує захист від вітрів та повеней.
Територія села Надорожна приурочена до Передкарпатського крайового прогину. Для рельєфу характерна горбиста поверхня з незначними перепадами висот. Населений пункт є найвищим за висотою над рівнем моря у Тлумацькому районі,  що дорівнює 381 м.н.р.м.

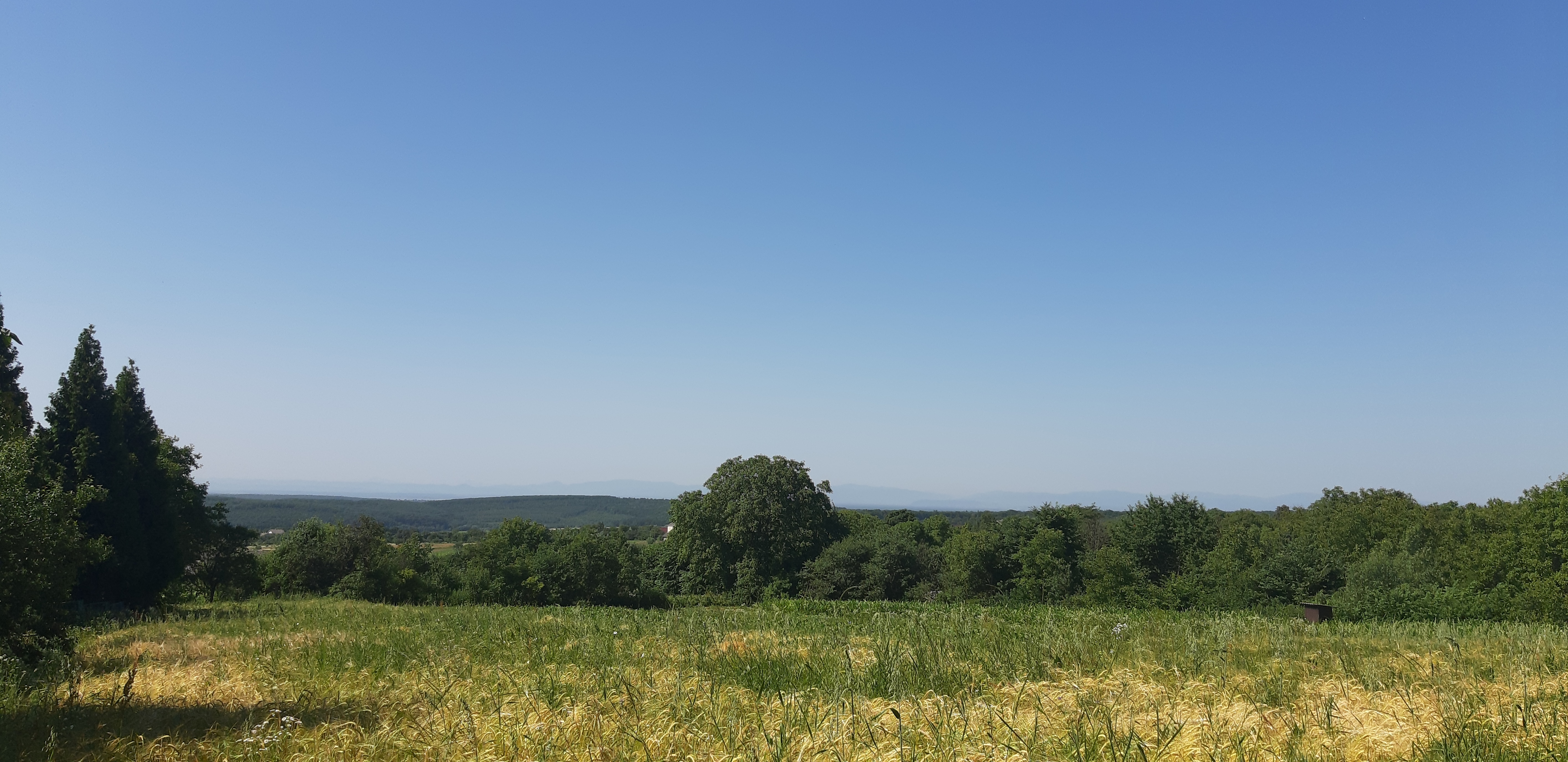
Пейзажний вигляд Надорожни

## Корисні копалини
На території села є незначні поклади піску  та сірки.

## Освіта
У 1832 - збудовано 1 класну парохіальну школу. Навчання проводилось добровільно. У школі вчили писати, читати та рахувати. 
У 1875 діяла філіальна 3 класна державна школа, де навчалось 78 дітей.
1900-збудована нова школа. У 30-ті роки було створено товариство «Каменярі», засновником був І.Д.Фігурний.
У селі діє 9-ти класна школа та дитячий садок.

## Релігійне життя
Про церкву в Надорожній згадується в другій половині XVII ст. Ймовірно, на початку наступного століття збудували наступну, також дерев'яну церкву. Нова триверха дерев'яна церква гуцульського типу постала у 1777 році, очевидно, на місці давнішої. Церква стояла зачиненою з початку 1960-х років до кінця 1980-х років.
У 1806 році було споруджено церкву Вознесіння Христового. Щонеділі у церкві проводяться богослужіння.
Вона збудована із дерева без жодного цвяха. У 2006 р. відбулося святкування 200-річчя храму, тоді ж і розпочали будівництво нового храму. Одним із найвідоміших настоятелів цього храму був владика Павло Василик.

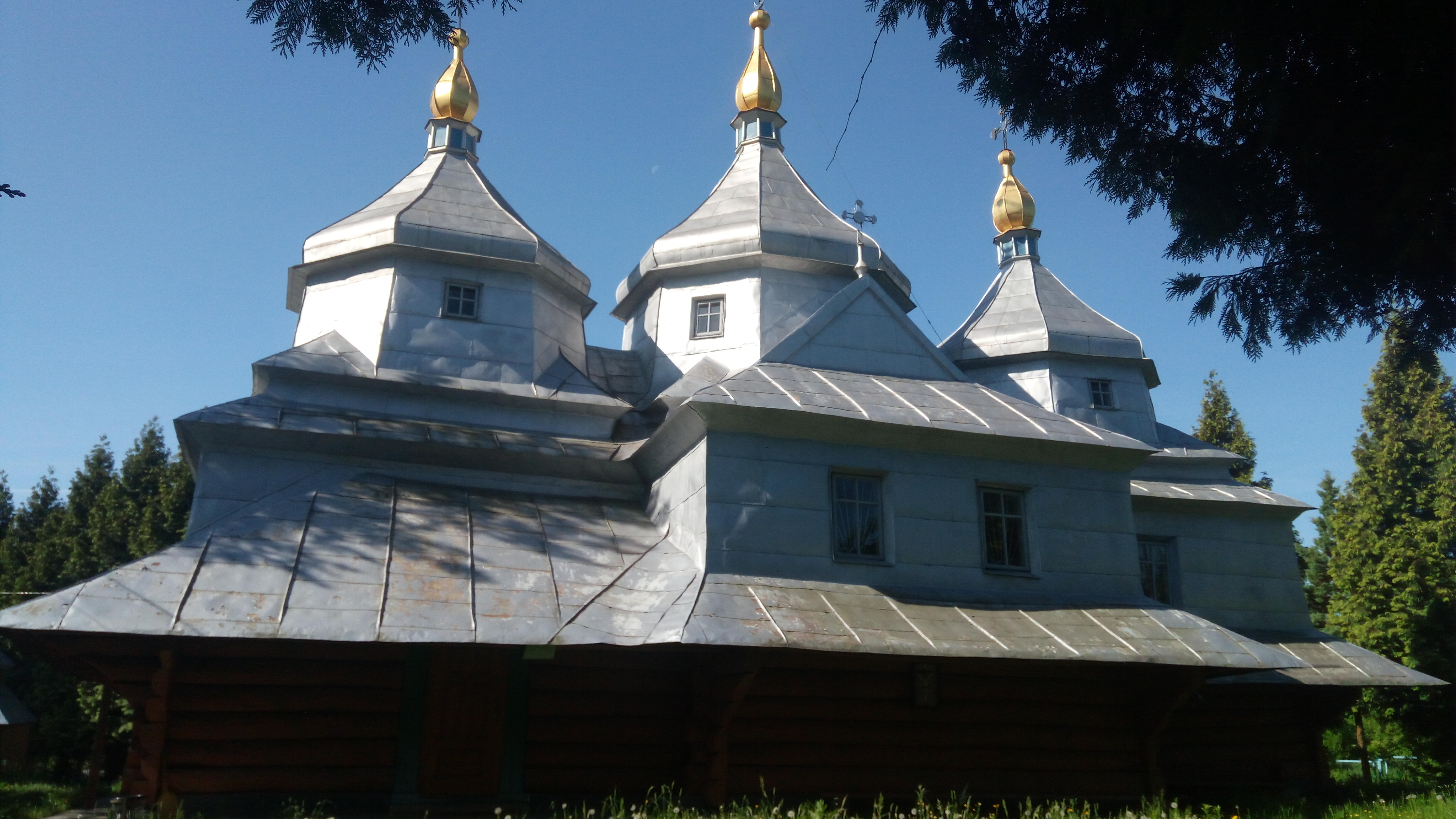
Діюча церква збудована у 1806 році

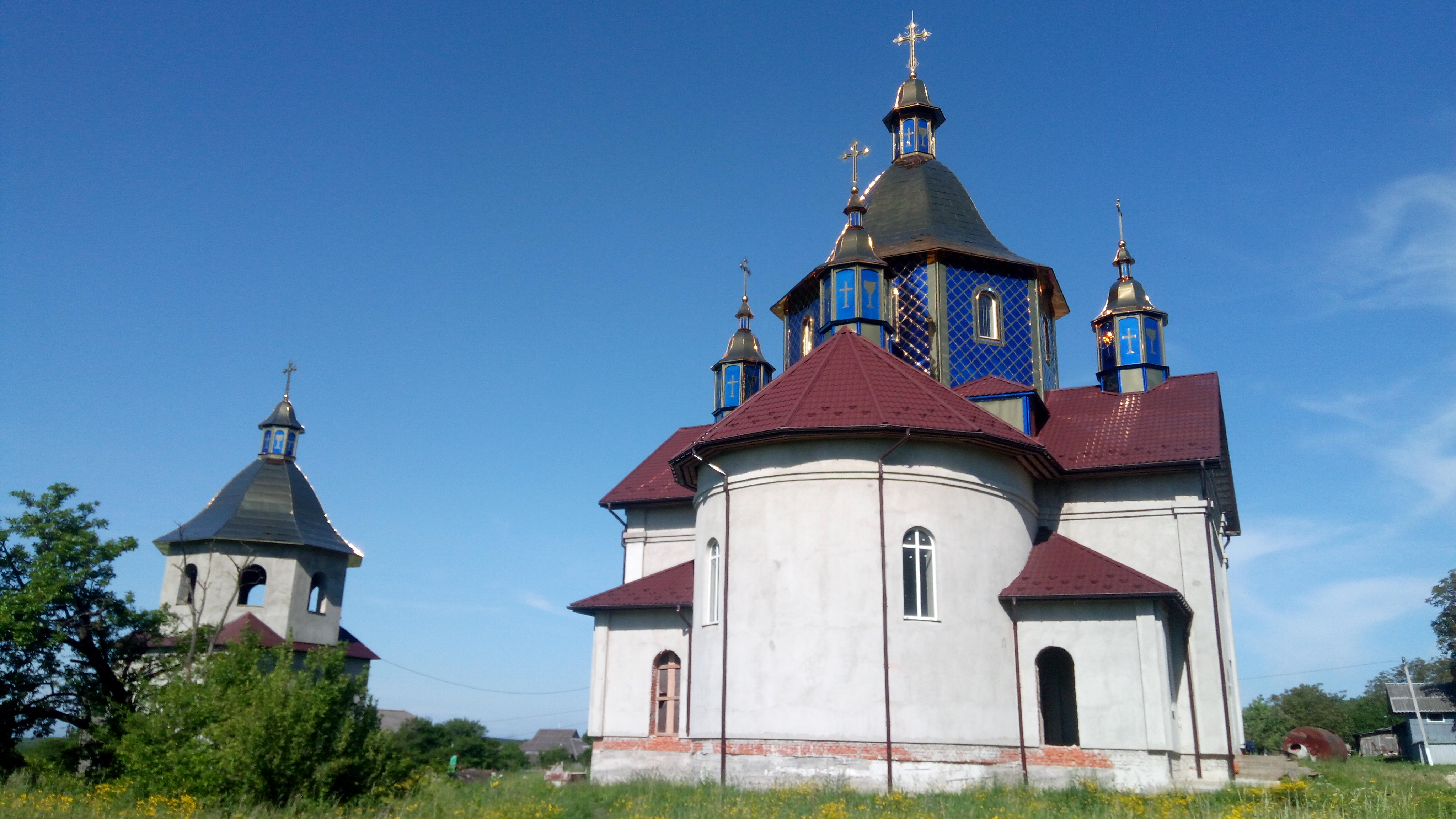
Будівництво нового храму у с. Надорожна

## Рекреація

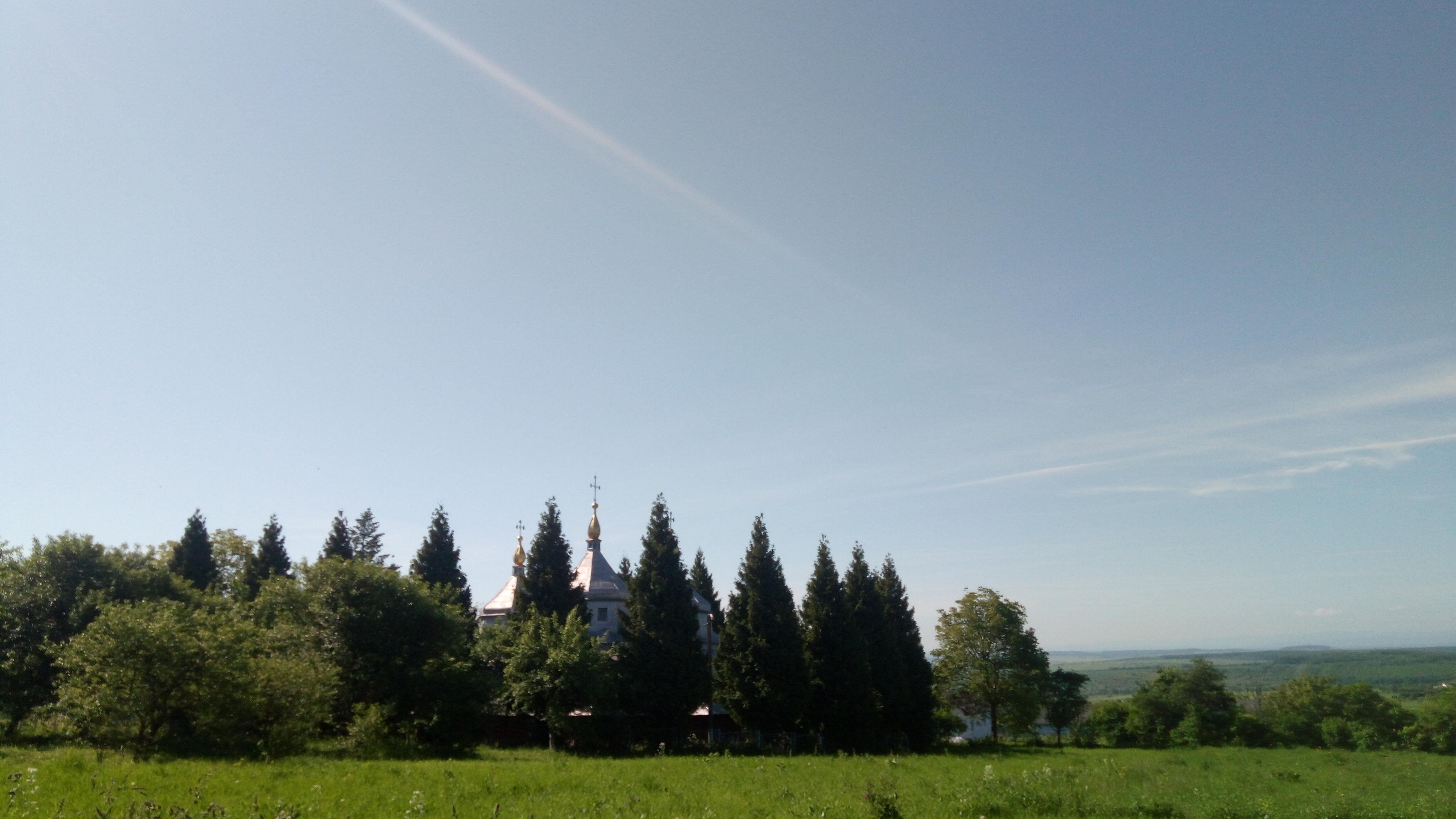

На територій села створено 3 штучні водойми, де мешканці та гості села можуть відпочити сім'єю та порибалити.
Оскільки село оточує ліс є ще й чудова можливість сходити за грибами, яких вдосталь росте у надорожнянських лісах.
З 2018 року у Надорожні проводиться гастрономічний фестиваль "Свято сливи" - захід, основною метою якого є відновлення, збереження та розвиток традицій сливового садівництва на Прикаратті, популяризація покутської кухні та екотуристичного потенціалу регіону.

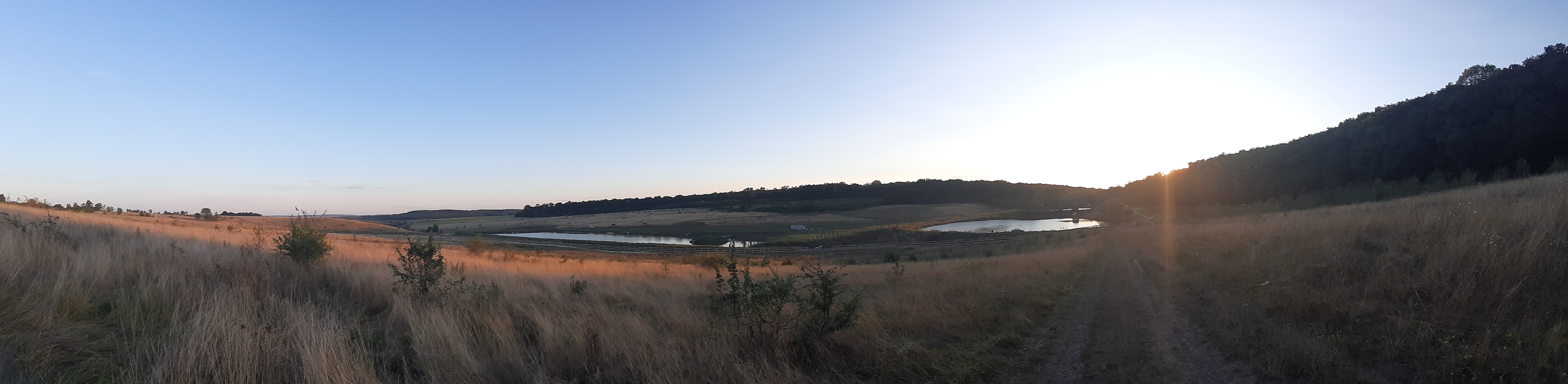
Панорамний вигляд на стави